# Mayoiga
Mayoiga (яп. 迷家-マヨイガ-, укр. Прихисток заблукалих) — аніме студії Diomedéa. Виходило в Японіх з 2 квітня по 18 червня 2016.

## Сюжет
Тридцять людей вирушили в таємниче село Нанакімура, відоме з чуток і міських легенд, щоб розпочати нове життя. Після прибуття вони знаходять пусте село без ознак життя, і тепер вони повинні розгадати його таємниці.

## Медіа

### Аніме
Як відкривальна композиція використовується пісня «Gensou Drive» (яп. 幻想ドライブ, Gensō Doraibu) Вадзіми Амі, завершувальна композиція серіалу — «Ketsuro» (яп. 結露) Катахіри Ріни.

#### Список епізодів
| №  | Англійська назва Японська назва                                                                       | Дата виходу    |
| -- | --- | -------------- |
| 1  | Look Before You Leap «Tekkyō o Tataite Wataru» (鉄橋を叩いて渡る)                                     | 2 квітня 2016  |
| 2  | Blinding Mist «Issunsaki wa Kiri» (一寸先は霧)                                                        | 9 квітня 2016  |
| 3  | Aloof «Bōjaku Bujin» (傍若無人)                                                                       | 16 квітня 2016 |
| 4  | Yottsun's Drowning «Yottsun no Kawanagare» (よっつんの川流れ)                                         | 23 квітня 2016 |
| 5  | Three Yunas Is A Crowd «Yūna Sannin Iru to Magirawashii» (ユウナ3人いると紛らわしい)                  | 30 квітня 2016 |
| 6  | The Monk's Immorality «Bōzu no Fudōtoku» (坊主の不道徳)                                               | 7 травня 2016  |
| 7  | When the Cat's Away, The Mice Will Play Mischief «Oni no Inu Ma ni Warudakumi» (鬼のいぬ間に悪だくみ) | 14 травня 2016 |
| 8  | Visit Nanaki Before Doubting Masaki «Nanaki Tazunete Masaki o Utagau» (納鳴訪ねて真咲を疑う)          | 21 травня 2016 |
| 9  | Hyoketsu in the Moonlight «Gekka Hyōketsu» (月下氷結)                                                 | 28 травня 2016 |
| 10 | Danger Past, God Forgotten «Kurushii Toki no Kamisama Danomi» (苦しい時の神様頼み)                    | 4 червня 2016  |
| 11 | Get In the Bus, And It'll Get the Song In You «Basu ni Noreba Utagokoro» (バスに乗れば唄心)           | 11 червня 2016 |
| 12 | Nanaki Mirrors Your Soul «Nanaki wa Kokoro no Kagami» (ナナキは心の鏡)                                | 18 червня 2016 |

### Манґа
Манґа-адаптація під назвою Mayoiga ~Tsumi to Batsu~ (яп. 迷家～ツミトバツ～) була створена Фудзі Субару. Вона випускалася онлайн на додатку MangaOne компанії Shogakukan з 8 квітня 2016 по 5 листопада 2016. Станом на 12 жовтня 2016, манґа була опублікована компанією Shogakukan в танкобон-томах.

#### Список томів
| № | Дата виходу    | ISBN                   |
| - | -------------- | ---------------------- |
| 1 | 10 червня 2016 | ISBN 978-4-09-127314-7 |
| 2 | 12 жовтня 2016 | ISBN 978-4-09-127392-5 |
| 3 | 10 лютого 2017 | ISBN 978-4-09-127520-2 |

### Новела
Спіноф у вигляді роману був створений за сценарієм Цучії Цукаси, ілюстратор — Кей, з'явився 17 серпня 2016. Перший том Mayoiga: Yami yori de Dete, Yami yori Kuroshi (яп. 迷家-マヨイガ- 闇より出でて、闇より黒し) розповідає історію Ліон, тоді як другий том присвячений минулому Кохару.